# Spirytualizm (filozofia)
Spirytualizm (od łac. spiritualis — duchowy) – idealistyczny kierunek filozoficzny, który za jedyną  substancję uważa duszę, ducha, ciało zaś uważa za wytwór duszy. Tym samym spirytualizm jest monizmem.

## Odmiany spirytualizmu filozoficznego
W historii filozofii pojawiają się dwie odmiany spirytualizmu.

### Spirytualizm idealistyczny
Reprezentowany jest przez Berkeleya, znany też jako immaterializm. Zakłada on, że w świecie rzeczywistym istnieją tylko substancje duchowe. Ciała są zaś układami wrażeń wytwarzanymi przez podmiot poznający, a więc nie istnieją jako substancje (pogląd ten jest charakterystyczny również dla idealizmu immanentnego w epistemologii (teorii poznania)).

### Spirytualizm realistyczny
Zakłada, że w świecie rzeczywistym istnieją tylko substancje duchowe i nie ma innych substancji. Ciała istnieją rzeczywiście, lecz są tylko odmianą substancji duchowych. Pewną koncepcją bazującą na tym założeniu jest monadologia Leibniza. Leibniz zakłada, że ostatecznym budulcem świata są monady, czyli dusze. Monady dzieli on na:
a) posiadające świadome życie psychiczne, czyli dusze,
b) posiadające nieświadome życie psychiczne, czyli ciała.